# Workshop

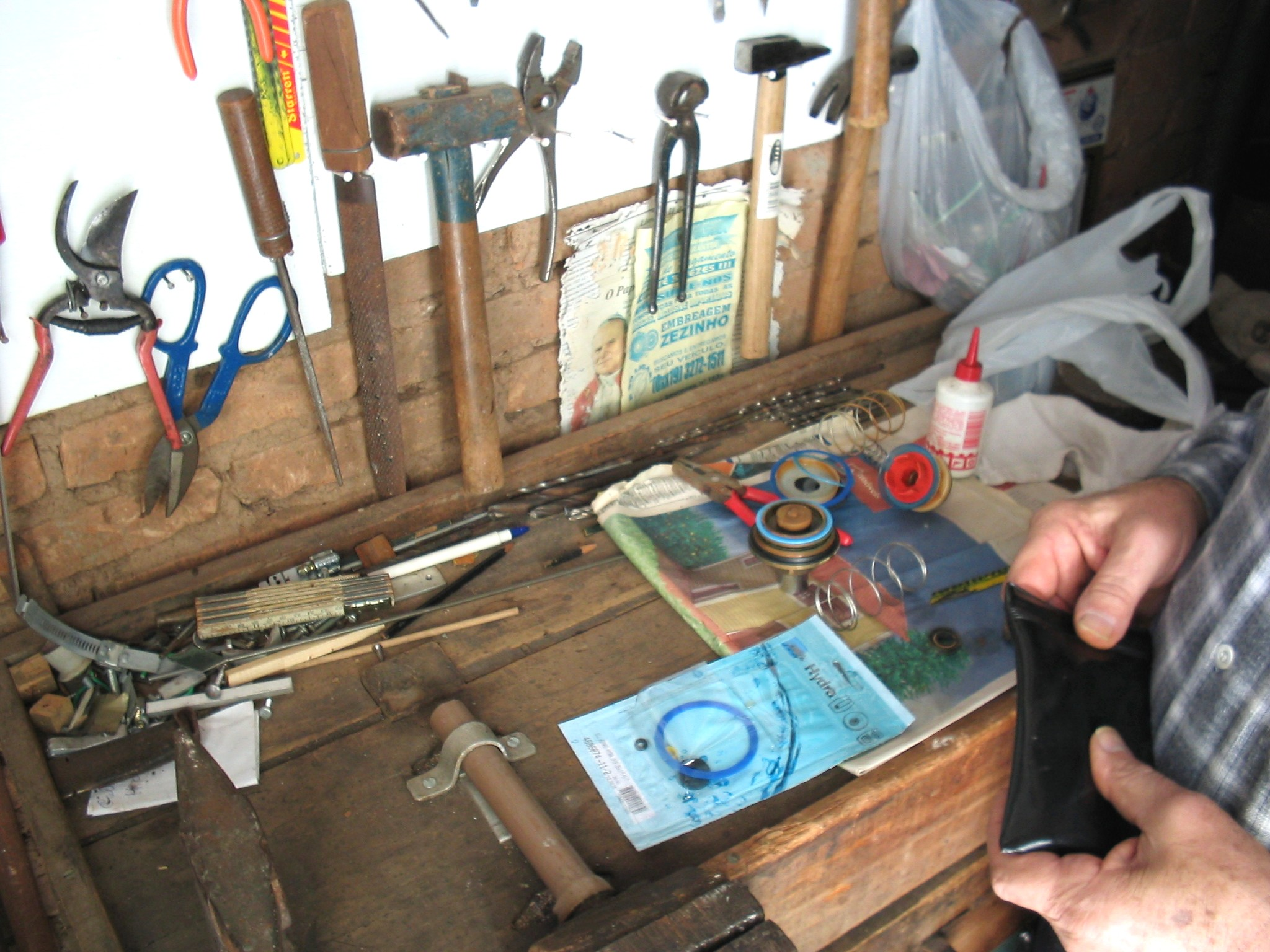
Dílna

Anglické slovo Workshop (čti vorkšop, v češtině dílna či pracovní seminář) znamená formu vzdělávací aktivity, při které lektor připraví program tak, aby prostřednictvím různých technik (brainstorming, priorizace, mentální mapy, zpětná vazba, aj.) účastníci pomocí vlastních zkušeností a znalostí došli k výstupu, který je pro ně užitečný a využitelný v jejich další práci, praxi. Lektor je při tom většinou v roli moderátora, facilitátora. Výstup workshopu se formuluje díky předem danému tématu a cíli workshopu.
Workshop není vhodný pro úplné začátečníky, ale slouží pro další vzdělávání a prohlubování znalostí. V průběhu workshopu není lidem představována teorie – předpokládá se, že každý má určitý teoretický základ a je schopen s ním ostatní seznámit. Díky interaktivním formám spolupráce mezi účastníky tohoto typu vzdělávání dochází k tomu, že si lidé odnášejí více podnětů pro své další praktické působení.

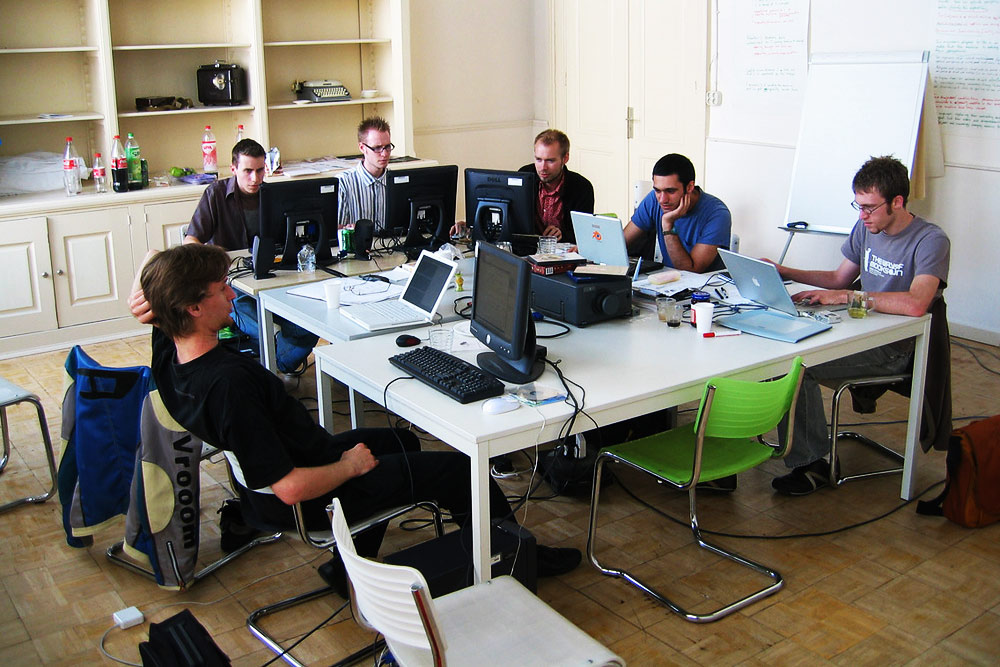
Pracovní setkání

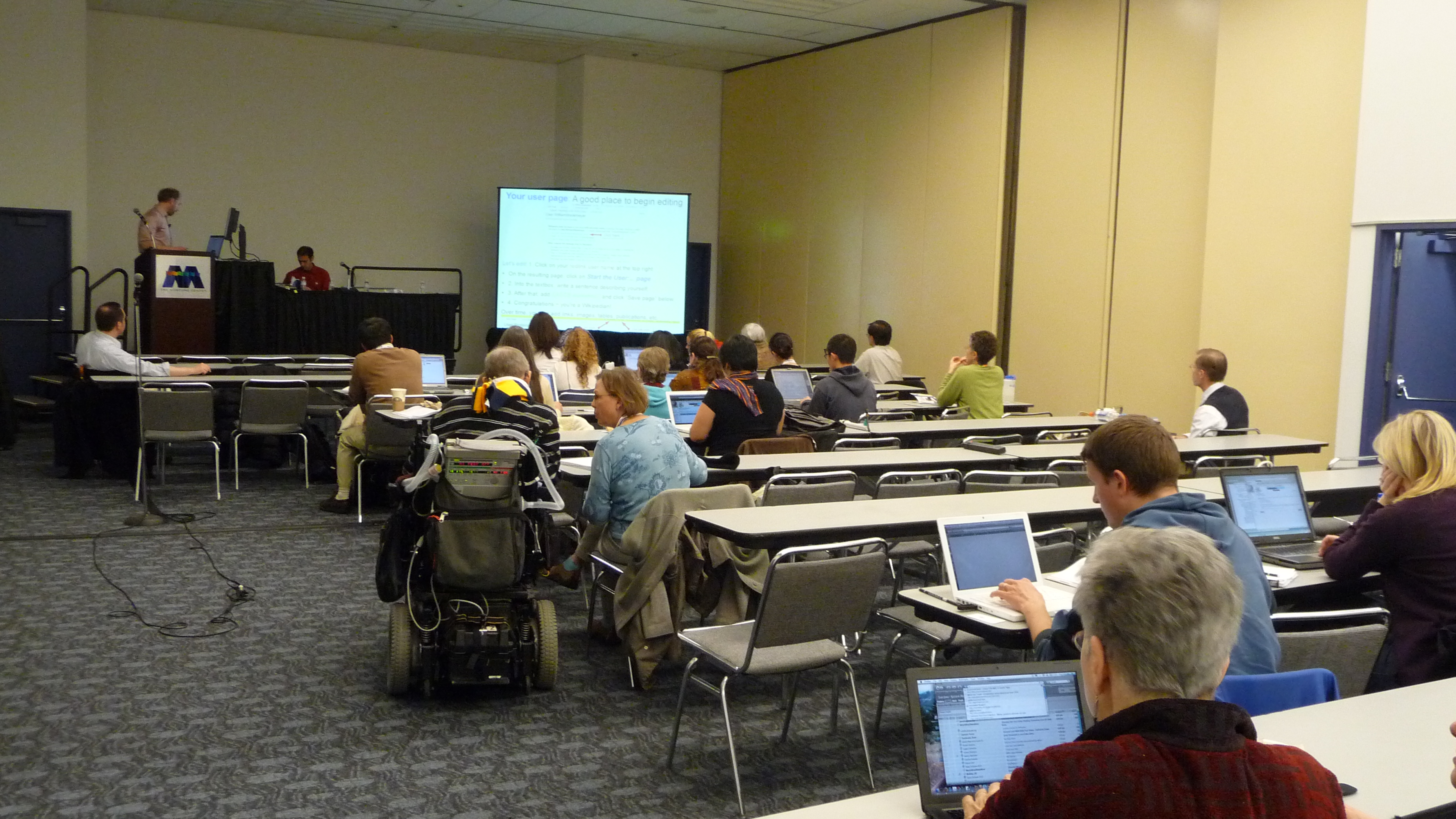
Seminář

## Rozpínavý „workshop“
Workshop je stále oblíbené slovo zejména u manažerů a řídících pracovníků. Ačkoliv význam slova není nijak přesně definován, slovo je používáno pro mnoho pracovních schůzek různého charakteru a zaměření.

## Historie
Název workshop se patrně poprvé objevil v profesní hantýrce psychoterapeutů koncem 60. let. Tímto slovem se označovala praktická ukázka určité léčebné metody nebo techniky. Tato obvykle zakončovala pracovní konferenci. V lékařských kruzích je možno toto označit i jako demonstrační příklad.
Během 70.–80. let začal pronikat výraz workshop do slangu divadelníků. Nazývá se tak praktické setkání, které je časově omezené, a je určené k výměně tvůrčích zkušeností, tedy něco jako tvůrčí dílna.
Slangový charakter slova potvrzuje i to, že slovníky cizích slov z let šedesátých až osmdesátých tento výraz neznají. Ve slovníku cizích slov z roku 2005 je k výrazu workshop přiřazeno vysvětlení: pracovní seminář, kurz, konference což není z lexikografického pohledu úplně správně (viz literatura).

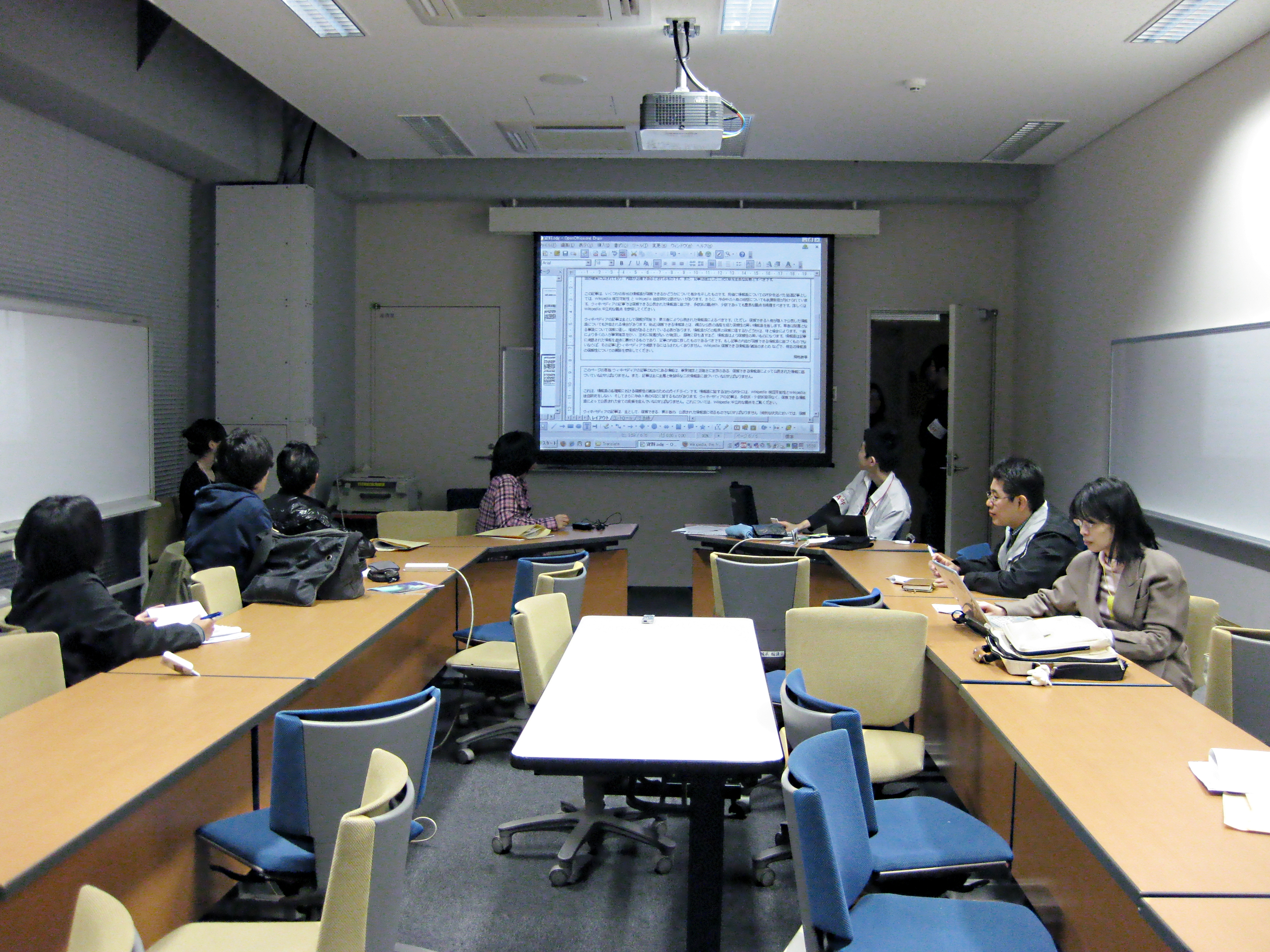
Workshop wikipedistů

## Význam
Základnímu významu anglického slova workshop odpovídá v češtině slovo dílna. Podobně jako v angličtině se i v češtině slovo dílna užívá v přeneseném významu: od označení místnosti, kde se něco dělá se přechází k tomu, co se tam dělá, tj. k činnosti samé. Pod takto přenesený význam již je možno schovat daleko více oborů činnosti, od tvořivé, vzdělávací až po akademickou.
Slovo workshop pro svoji expresivnost zní daleko zajímavěji a honosněji než prostá dílna, případně pracovní setkání. Pro zajímavost, v dobách budování rozvinutého a blahoslaveného socialismu existovaly na pracovištích tzv. údernické a zlepšovatelské koutky, což v podstatě nebylo nic jiného než dnešní workshopy, kde se předávaly nápady a zkušenosti.
U domácího označení dílna však přenos významu naráží na jazykové omezení významu slova, které je dané vžitými jazykovými zvyklostmi. V univerzitní pedagogické praxi či v medicíně je stále používáno označení praktické cvičení nebo praktikum. V akademických kruzích bychom přednášku s následnou diskuzí těžko označili dílnou, zrovna tak by označení dílna bylo nesmyslné pro pracovní konferenci nebo seminář. Převažuje-li při odborném setkání prvek debaty, je vhodnější použít označení panelová diskuse, diskusní stůl nebo kulatý stůl. Pro mezinárodní akce podobného typu je zažité označení symposium nebo méně časté kolokvium a těžko si představíme pozvánku na Mezinárodní workshop o vesmíru.

## Workshop v Česku
Každý český výraz nebo název je odlišný a lépe vystihuje danou akci než společný a neurčitý výraz workshop. Příznačně se však pod vlivem globalizace a neschopnosti najít správný výraz mnoho takových setkání nebo schůzek schovává právě pod workshop. Workshop je v češtině stále nové a neusazené slovo, které nemá pevné etymologické souvislosti. Používání slova workshop se šíří jak v akademickém tak i praktickém světě bez toho, aby tento výraz poskytoval konkrétní a blíže specifikující vysvětlení, o co se konkrétně jedná. Výraz workshop není nijak obecný tím, že by pod sebe zahrnoval nějaké téma nebo činnost, ale je výrazem mlhavým, neboť z informace, že se někde pořádá workshop, nelze dostatečně dobře poznat, zda se jedná se o praktický kurz, seminář nebo o odbornou diskusi.